# Arabinóz
Az arabinóz egy öt szénatomos monoszacharid, összegképlete C5H10O5. Molekulájában formilcsoportot (-CHO) tartalmaz, tehát az aldózok közé tartozik. A természetben főként az l-módosulata található meg (l-arabinóz), legnagyobb mennyiségben kötött állapotban. Előfordul például növényi pektinekben és bakteriális poliszacharidokban.
Az arabinóz név az arabmézga szóból származik, amelyben nagy mennyiségben található.

## Tulajdonságai
Az arabinóz fehér színű, kristályos vegyület. A kristályos l-arabinóz hattagú, piranózgyűrűt alkot, mutarotál.
Az arabinóz a Bifidobacterium longum törzs által erjeszthető.

## Előfordulása a természetben
Az l-arabinóz a természetben főként kötött állapotban található meg, nagyon elterjedt. Megtalálható például növényi mézgákban, pektinekben, bakteriális poliszacharidokban és egyes glikozidokban. Az egyik pektinanyagban, az arabánban l-arabinofuranóz (öttagú gyűrűs l-arabinóz) egységek találhatók, amelyek 1→5 kötésekkel kapcsolódnak össze.

## Előállítása
Az l-arabinóz mézgákból nyerhető ki hidrolízissel. Az antipódpárja, a d-arabinóz d-glükózból állítható elő láncrövidítő lebontással.